# Tendu Kheda
Tendu Kheda é uma cidade e uma nagar panchayat no distrito de Damoh, no estado indiano de Madhya Pradesh.

## Demografia
Segundo o censo de 2001, Tendu Kheda tinha uma população de 11,228 habitantes. Os indivíduos do sexo masculino constituem 52% da população e os do sexo feminino 48%. Tendu Kheda tem uma taxa de literacia de 61%, superior à média nacional de 59.5%: a literacia no sexo masculino é de 70% e no sexo feminino é de 50%. Em Tendu Kheda, 16% da população está abaixo dos 6 anos de idade.